# أبجدية أويغورية قديمة
أستخدمت الأبجدية الأويغورية القديمة في كتابة اللغة الأويغورية. وقد أنشأت من الأبجدية الصغدية، واستخدمت في كتابة النصوص البوذية والمانوية والمسيحية لفترة ما بين 700-800 سنة في تركستان الشرقية. ويرجع تاريخ آخر المخطوطات المعروفة إلى القرن الثامن عشر. وكان هذا هو النموذج البدائي منغولية[ ؟ ] والمانشوية.